# Millennium Tower (San Francisco)
Pour les articles homonymes, voir Millennium Tower.
La Millennium Tower est un gratte-ciel situé à San Francisco, aux États-Unis. Elle a été achevée en 2009. Les observations des satellites Sentinel-1 montrent que cette tour s'enfonce et s'incline de plusieurs centimètres par an. Depuis son achèvement l'affaissement de la tour dépasse les 45 cm et son inclinaison atteint les 66 cm et se poursuit de 7 cm par an. Une controverse quant à l'origine de ce phénomène oppose le consortium ayant financé la tour (Millennium Partners) à la ville. Le porte-parole du consortium a en effet mis en cause la construction d'une station de métro comme source potentielle tandis que les autorités renvoient vers des lacunes de structure.